# Спрейберри, Джеймс Майкл
Джеймс Майкл Спрейберри (род. 24 апреля 1947 года) – офицер армии США в отставке, участник Вьетнамской войны, награждён высочайшей американской военной наградой – медалью Почёта.
Спрейберри родился 24 апреля 1947 года в Ла-Грейндж, штат Джорджия и вырос в г. Силакога, штат Алабама. Вступил в армию США в 1967 году из Монтгомери. В 1968 году служил в звании первого лейтенанта роты D пятого батальона седьмого кавалерийского полка первой кавалерийской (аэромобильной) дивизии. 25 апреля 1968 года Спрейберри возглавлял патруль, который спас людей, получивших ранения и  отрезанных от роты. В ходе спасательной миссии Спрейберри лично уничтожил несколько вражеских бункеров и пулемётных гнёзд. Впоследствии он был повышен в звании капитана и награждён медалью Почёта за свои действия в этот день.  
Спрейберри ушёл в отставку в 1988 году в звании подполковника.  В 2000 году он проживал в г. Титус, округ Элмор, штат Алабама.

## Наградная запись к медали Почёта
За выдающуюся храбрость и отвагу, проявленные с риском для жизни при выполнении дога службы и за его пределами. Капитан Спрейберри, бронетанковые силы, отличился благодаря выдающейся храбрости в ходе службы строевым офицером роты D. Командир его роты и большое количество людей были ранены и отрезаны от главных сил роты. Попытка выручить при дневном свете была отражена плотным огнём хорошо окопавшегося противника. Капитан Спрейберри собрал добровольцев для ночного патруля, чтобы уничтожить мешающие бункеры противника и выручить окружённых солдат. Патруль вскоре наткнулся на вражеский пулемётный огонь. Капитан Спрейберри быстро увёл людей в укрытие и, не заботясь о собственной безопасности, подполз в непосредственной близости от бункера, из которого вёлся огонь. Он подавил вражеский пулемёт ручной гранатой. Заметив поблизости несколько вражеских одиночных стрелковых позиций капитан Спрейберри немедленно атаковал их, [бросая] оставшиеся у него гранаты. Он пополз назад за новыми гранатам и, когда две вражеские гранаты упали перед его людьми, капитан Спрейберри без колебаний снова вышел [на открытое место] и атаковал вражеский бункер, уничтожив его защитников гранатой. Разместив двух людей прикрывать его наступление он пополз вперёд и нейтрализовал ещё два бункера гранатами. Сразу после этого вражеский солдат выскочив со скрытой позиции напала на капитана Спрейберри. Он [капитан Спрейберри] убил солдата из пистолета и, не обращая внимания на опасность, нейтрализовал еще одну огневую точку противника. Затем капитан Спрейберри установил радиоконтакт с окружёнными людьми, направив их к своей позиции. Когда два отряда соединились он организовал людей для переноски носилок с ранеными. Когда эвакуация была практически завершена, он заметил вражеское пулемётное гнездо и подавил его гранатой. Капитан Спрейберри вернулся к спасательному отряду, организовал охрану и отправился к позициям с ранеными. В ходе спасательной операции продлившейся 7,5 часов были спасены жизни многих солдат. Капитан Спрейберри лично убил 12 вражеских солдат, уничтожил два пулемётных гнезда и умножество вражеских бункеров. Неукротимый дух капитана Спрейберри и его отважные действия, сопряженные с огромным риском для его жизни, поддержали высшие традиции военной службы и принесли большую честь ему, его подразделению и армии США.          
Оригинальный текст (англ.)
For conspicuous gallantry and intrepidity in action at the risk of his life above and beyond the call of duty. Capt. Sprayberry, Armor, U.S. Army, distinguished himself by exceptional bravery while serving as executive officer of Company D. His company commander and a great number of the men were wounded and separated from the main body of the company. A daylight attempt to rescue them was driven back by the well entrenched enemy's heavy fire. Capt. Sprayberry then organized and led a volunteer night patrol to eliminate the intervening enemy bunkers and to relieve the surrounded element. The patrol soon began receiving enemy machinegun fire. Capt. Sprayberry quickly moved the men to protective cover and without regard for his own safety, crawled within close range of the bunker from which the fire was coming. He silenced the machinegun with a hand grenade. Identifying several l-man enemy positions nearby, Capt. Sprayberry immediately attacked them with the rest of his grenades. He crawled back for more grenades and when 2 grenades were thrown at his men from a position to the front, Capt. Sprayberry, without hesitation, again exposed himself and charged the enemy-held bunker killing its occupants with a grenade. Placing 2 men to cover his advance, he crawled forward and neutralized 3 more bunkers with grenades. Immediately thereafter, Capt. Sprayberry was surprised by an enemy soldier who charged from a concealed position. He killed the soldier with his pistol and with continuing disregard for the danger neutralized another enemy emplacement. Capt. Sprayberry then established radio contact with the isolated men, directing them toward his position. When the 2 elements made contact he organized his men into litter parties to evacuate the wounded. As the evacuation was nearing completion, he observed an enemy machinegun position which he silenced with a grenade. Capt. Sprayberry returned to the rescue party, established security, and moved to friendly lines with the wounded. This rescue operation, which lasted approximately 7½ hours, saved the lives of many of his fellow soldiers. Capt. Sprayberry personally killed 12 enemy soldiers, eliminated 2 machineguns, and destroyed numerous enemy bunkers. Capt. Sprayberry's indomitable spirit and gallant action at great personal risk to his life are in keeping with the highest traditions of the military service and reflect great credit upon himself, his unit, and the U.S. Army
— 